# Yoshiki Hiraki
Yoshiki Hiraki (平木 良樹 Hiraki Yoshiki?, nacido el 17 de octubre de 1986 en Yachimata, Chiba) es un exfutbolista japonés. Jugaba de centrocampista y su último club fue el Blaublitz Akita de Japón.

## Trayectoria

### Clubes
| Club            | País  | Año  |
| --------------- | ----- | ---- |
| Nagoya Grampus  | Japón | 2009 |
| Roasso Kumamoto | Japón | 2010 |
| Shonan Bellmare | Japón | 2011 |
| Blaublitz Akita | Japón | 2012 |
| Vonds Ichihara  | Japón | 2013 |
| Blaublitz Akita | Japón | 2014 |

## Estadística de carrera

### J. League
| Club            | Año   | J. League | J. League | Copa J. League | Copa J. League | Total | Total |
| Club            | Año   | Part.     | Goles     | Part.          | Goles          | Part. | Goles |
| --------------- | ----- | --------- | --------- | -------------- | -------------- | ----- | ----- |
| Nagoya Grampus  | 2009  | 0         | 0         | 0              | 0              | 0     | 0     |
| Roasso Kumamoto | 2010  | 11        | 1         | -              | -              | 11    | 1     |
| Shonan Bellmare | 2011  | 3         | 0         | -              | -              | 3     | 0     |
| Blaublitz Akita | 2014  | 6         | 0         | -              | -              | 6     | 0     |
| Total           | Total | 20        | 1         | 0              | 0              | 20    | 1     |